# With Human Instinct
With Human Instinct è un cortometraggio muto del 1913 diretto da H.O. Martinek.
L'interprete femminile, specializzata in ruoli da criminale, era Alice Moseley, un'attrice che, nella sua breve carriera, lavorò esclusivamente per la British & Colonial Kinematograph Company. Questo fu il suo penultimo film.

## Produzione
Il film fu prodotto dalla British & Colonial Kinematograph Company.

## Distribuzione
Distribuito dalla Moving Pictures Sales Agency, uscì nelle sale cinematografiche britanniche nell'aprile 1913.